# Can Miquel (Sant Feliu de Buixalleu)
Can Miquel és una masia de Sant Feliu de Buixalleu (Selva) inclosa a l'Inventari del Patrimoni Arquitectònic de Catalunya.

## Descripció
Masia aïllada situada a Gaserans, dins el municipi de Sant Feliu de Buixalleu.
L'edifici principal, consta de planta baixa i pis, i dos cossos annexes a cada un dels laterals. La teulada és a doble vessant en el cos principal, i a una vessant a cada un dels cossos laterals.
A la façana principal, a la planta baixa, la porta és adovellada amb pedra. A cada costat hi ha un banc de pedra. Hi ha una finestra al seu costat dret amb un trencaaigües de pedra i ampit també de pedra.
Al pis, dues finestres en arc pla, que tenen una reixa de ferro forjat. Entre elles un rellotge de sol.
La façana està arrebossada i pintada de blanc.
Davant de la casa hi ha una era.

## Història
No hi ha cap mena de documentació històrica. L'única data coneguda és l'any 1892, inscrit sobre una pedra que corona la porta d'accés.